# Grand Prix automobile de Belgique 1953
GP précédent GP suivant
Le Grand Prix de Belgique 1953 (XVe Grand Prix de Belgique / XV Grote Prijs van Belgie), disputé sous la réglementation Formule 2 sur le circuit de Spa-Francorchamps le 21 juin 1953, est la vingt-septième épreuve du championnat du monde de Formule 1 courue depuis 1950 et la quatrième manche du championnat 1953.

## Contexte avant le Grand Prix

### Le championnat du monde
Le Grand Prix de Belgique constitue la quatrième épreuve du championnat du monde 1953, disputé pour la deuxième année consécutive sous la réglementation formule 2 (moteurs deux litres atmosphériques) par suite du désengagement des principaux constructeurs de F1 à la fin de la saison 1951.
Champion du monde l'année précédente avec six victoires, Alberto Ascari est à nouveau en tête du championnat, ayant remporté deux Grands Prix sur sa Ferrari 500. La domination du pilote italien est cependant contestée par Juan Manuel Fangio et José Froilán González, qui bien que malchanceux en ce début de saison ont pu démontrer les qualités de la nouvelle Maserati. Les autres constructeurs (Gordini, Connaught, HWM et Cooper), disposant de monoplaces moins évoluées et de budgets plus modestes, ne sont pas en mesure d'arbitrer le duel entre les deux marques italiennes.

### Le circuit

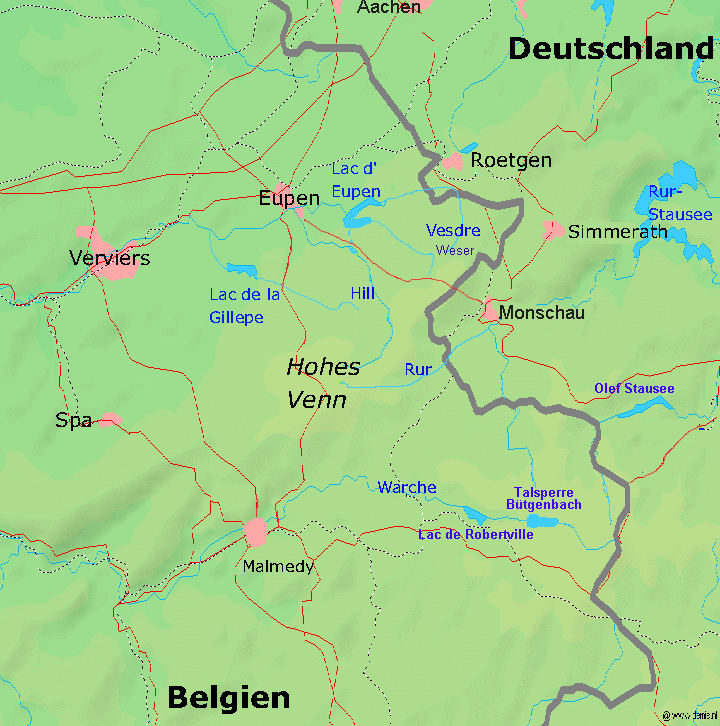
Les Hautes Fagnes, à quelques kilomètres de la frontière allemande. On distingue le tracé du circuit à l'ouest de la ville de Malmedy.

Créé au début des années 1920 dans la région des Hautes Fagnes, le circuit ardennais est utilisé depuis 1924 pour les compétitions automobiles. Le premier Grand Prix automobile de Belgique y fut couru le 28 juin 1925, remporté par Antonio Ascari (le père du champion du monde 1952) sur Alfa Romeo P2. Véritable circuit routier, il autorise des vitesses très élevées et est considéré par les pilotes comme l'un des plus sélectifs du championnat. Développant initialement près de 15 km, le tracé mesure maintenant 14,120 km, le virage de l'ancienne douane ayant été supprimé en 1947, les concurrents empruntant désormais le raidillon de l'Eau Rouge. Le record du tour est détenu par Juan Manuel Fangio, auteur d'un tour en 4 min 22 s 1 (près de 194 km/h de moyenne) sur son Alfa Romeo Alfetta lors du Grand Prix de Belgique 1951.

## Monoplaces en lice
- Ferrari 500 (usine)

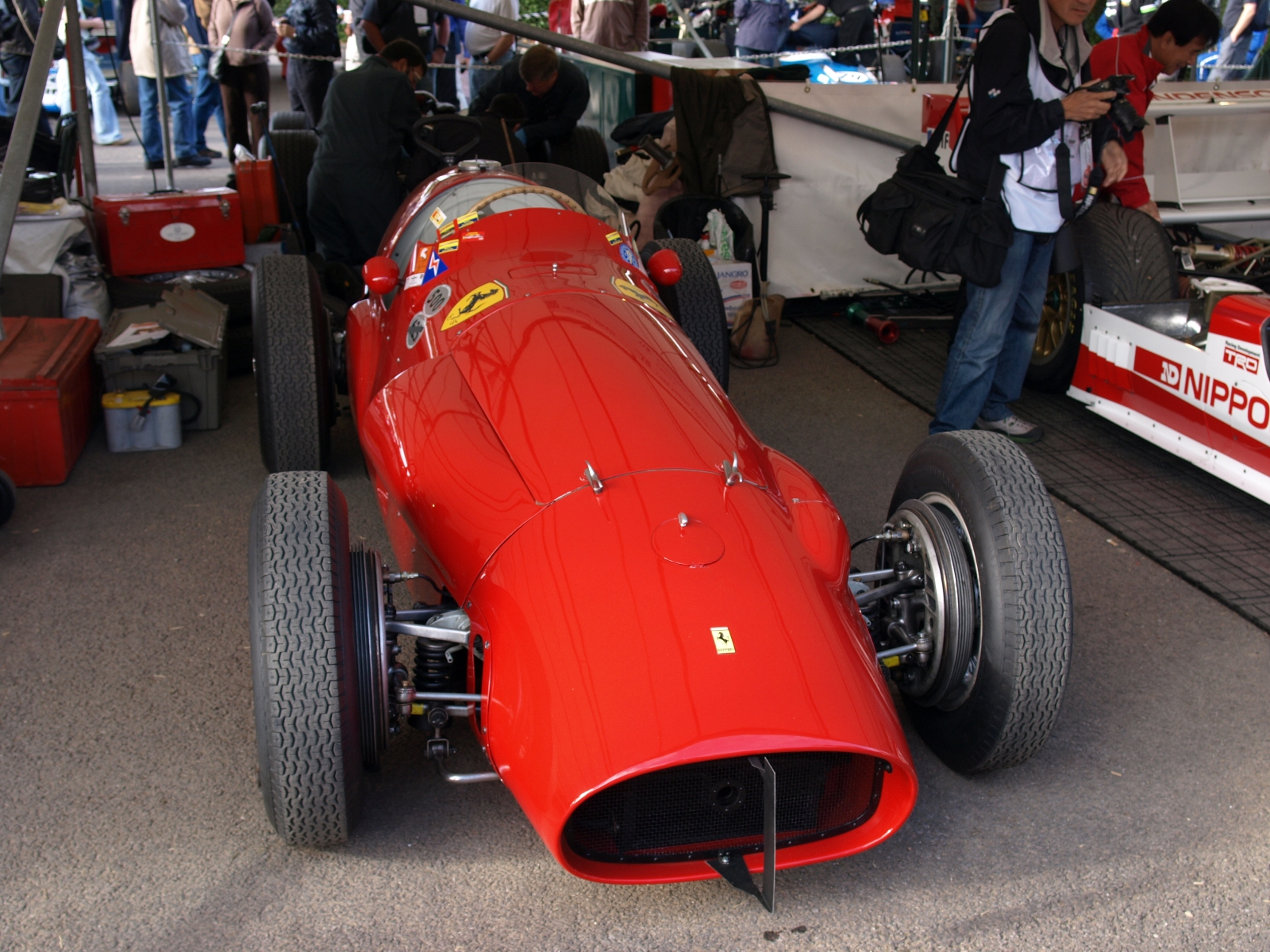
La Ferrari 500 F2, reine des Grands Prix.

La Scuderia Ferrari a engagé quatre Ferrari 500 pour ses pilotes habituels : les Italiens Alberto Ascari, Luigi Villoresi, Giuseppe Farina et le Britannique Mike Hawthorn. Sans être la monoplace la plus puissante du plateau (son quatre-cylindres, très souple, développe 180 chevaux, dix de moins que le six-cylindres Maserati), la 500 F2 est la plus homogène et la plus fiable. Pesant 560 kg, équipée d'un pont De Dion et bénéficiant d'une répartition équilibrée des masses, elle dispose d'une excellente motricité, d'une bonne tenue en courbe et d'un très bon freinage. Trois 500 privées (170 chevaux, régime limité à 6 500 tr/min) sont également engagées : celle de Louis Rosier et celles de l'Écurie Francorchamps pour Jacques Swaters et Charles de Tornaco.
- Maserati A6SSG (usine)

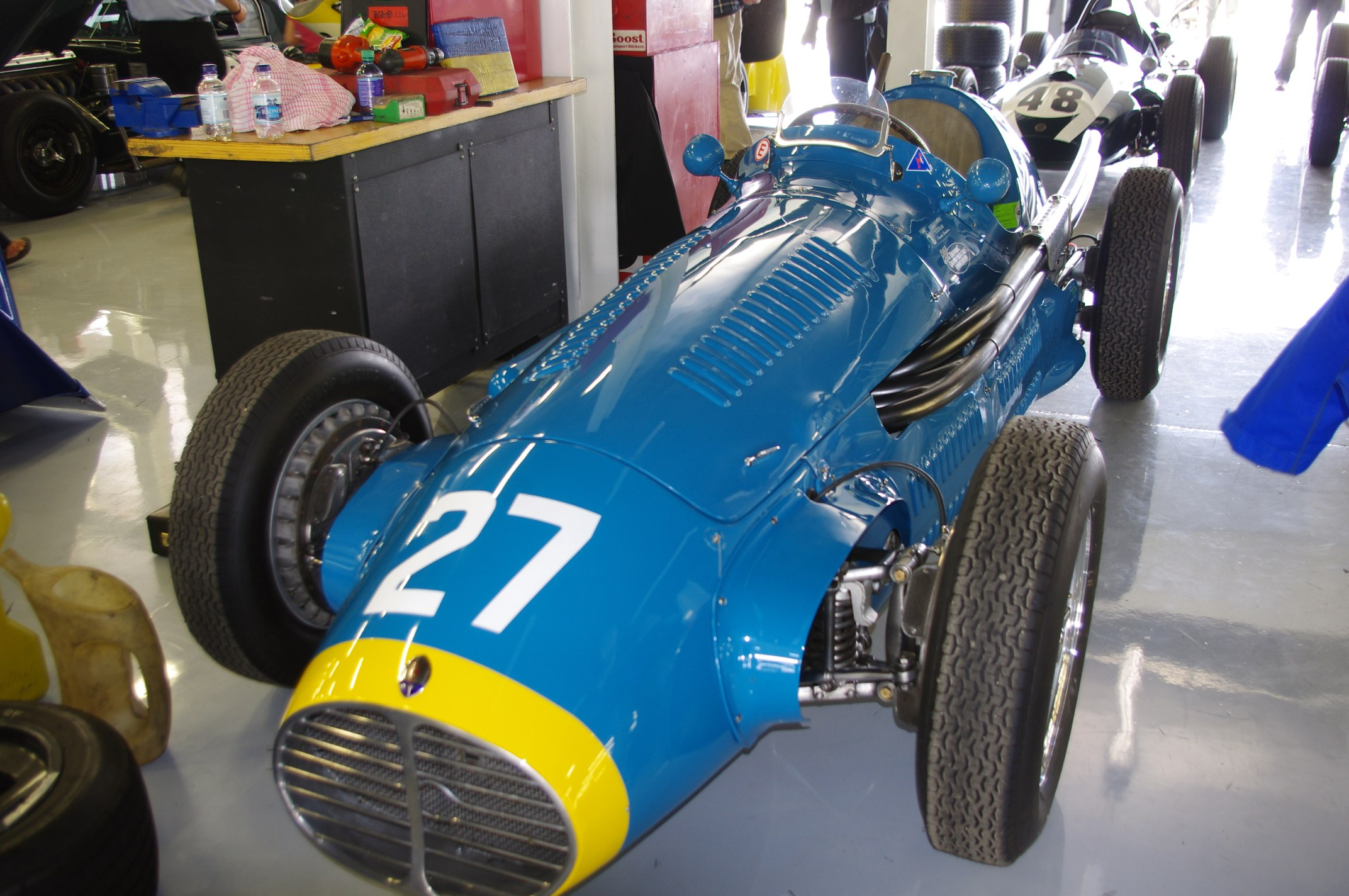
La Maserati A6GCM « Interim », également appelée A6SSG, ici dans une livrée non officielle.

L'Officine Alfieri Maserati, principale adversaire de Ferrari, a également amené quatre monoplaces. L'A6SSG (également désignée A6GCM « Interim ») est une évolution de la Maserati A6GCM apparue l'année précédente. Avec son six cylindres en ligne développant 190 chevaux à 7 500 tr/min, elle domine ses concurrentes en puissance pure. Cependant, elle est un peu plus lourde que la Ferrari 500 et son châssis nettement moins évolué (avec pont arrière rigide) lui confère un comportement vif, exigeant une très grande maîtrise. D'autre part, les courses précédentes ont révélé quelques faiblesses au niveau de la transmission. Pour cette épreuve, aux côtés des pilotes habituels Juan Manuel Fangio et José Froilán González, l'usine a confié un volant à l'espoir argentin Onofre Marimon et au Belge Johnny Claes, qui pour la première fois dispose d'une voiture officielle en championnat. Une cinquième voiture est présente, celle du pilote suisse Emmanuel de Graffenried, préparée par la Scuderia Platé.
- Gordini T16 (usine)

Accidenté à Pau, Jean Behra effectue son retour en course et dispose d'une des quatre T16 engagées par l'usine, les trois autres étant pilotées par Maurice Trintignant, Harry Schell et Fred Wacker (ce dernier ayant « acheté » son volant). Toujours fidèle à sa politique de participer à un maximum de courses pour engranger les primes de départ (principal revenu de la petite équipe), Amédée Gordini ne peut assurer une préparation correcte de ses voitures, les pièces de rechange faisant cruellement défaut. Malgré le courage et la débrouillardise du patron et des mécaniciens, le manque de fiabilité des monoplaces françaises les a souvent privées des places d'honneur qu'aurait pu leur valoir leur agilité. Les moteurs six-cylindres sont donnés pour 160 chevaux, mais, très « fatigués », ne rendent plus toute leur puissance. On note également la présence du pilote Belge Georges Berger, au volant d'un ancien modèle T15 à moteur quatre-cylindres (environ 140 chevaux), appartenant à Madame de Walckiers.
- HWM 53 (usine)

La petite équipe britannique HWM a engagé trois voitures pour ses pilotes habituels Peter Collins et Lance Macklin, épaulés par le journaliste Paul Frère, auteur ici d'une très belle prestation (cinquième) l'année précédente. Pesant 610 kg, ces monoplaces, sont équipées d'un moteur Alta développant 160 chevaux à 6 100 tr/min, et d'une boîte de vitesses pré-sélective Wilson.
- Connaught A

L'équipe Connaught, qui avait officiellement engagé trois voitures au Grand Prix des Pays-Bas, a fait l'impasse sur l'épreuve belge. Seule la monoplace de l'Écurie Belge est présente, pilotée cette fois par André Pilette, remplaçant Johnny Claes qui a obtenu le volant de la quatrième Maserati officielle. La Connaught Type A dispose d'un moteur quatre-cylindres Lea Francis, avec système d'injection Hilborn Travers, développant environ 150 chevaux.
- Veritas Meteor

Comme l'année précédente, le vétéran belge Arthur Legat (âgé de 54 ans) a engagé sa Veritas Meteor personnelle. Cette monoplace est équipée d'un moteur six-cylindres en ligne développant de 140 à 150 chevaux.

## Coureurs inscrits
| no | Pilote                  | Écurie                    | Constructeur  | Châssis           | Moteur         | Pneumatiques |
| -- | ----------------------- | ------------------------- | ------------- | ----------------- | -------------- | ------------ |
| 2  | José Froilán González   | Officine Alfieri Maserati | Maserati      | Maserati A6SSG    | Maserati L6    | P            |
| 4  | Juan Manuel Fangio      | Officine Alfieri Maserati | Maserati      | Maserati A6SSG    | Maserati L6    | P            |
| 6  | Johnny Claes            | Officine Alfieri Maserati | Maserati      | Maserati A6SSG    | Maserati L6    | P            |
| 8  | Luigi Villoresi         | Scuderia Ferrari          | Ferrari       | Ferrari 500       | Ferrari L4     | P            |
| 10 | Alberto Ascari          | Scuderia Ferrari          | Ferrari       | Ferrari 500       | Ferrari L4     | P            |
| 12 | Giuseppe Farina         | Scuderia Ferrari          | Ferrari       | Ferrari 500       | Ferrari L4     | P            |
| 14 | Mike Hawthorn           | Scuderia Ferrari          | Ferrari       | Ferrari 500       | Ferrari L4     | P            |
| 16 | Jean Behra              | Equipe Gordini            | Gordini       | Gordini T16       | Gordini L6     | E            |
| 18 | Maurice Trintignant     | Equipe Gordini            | Gordini       | Gordini T16       | Gordini L6     | E            |
| 20 | Harry Schell            | Equipe Gordini            | Gordini       | Gordini T16       | Gordini L6     | E            |
| 22 | Lance Macklin           | HW Motors                 | HWM           | HWM 53            | Alta L4        | D            |
| 24 | Paul Frère              | HW Motors                 | HWM           | HWM 53            | Alta L4        | D            |
| 26 | Peter Collins           | HW Motors                 | HWM           | HWM 53            | Alta L4        | D            |
| 28 | Onofre Marimon          | Officine Alfieri Maserati | Maserati      | Maserati A6SSG    | Maserati L6    | P            |
| 30 | Emmanuel de Graffenried | Privé                     | Maserati      | Maserati A6SSG    | Maserati L6    | P            |
| 32 | Louis Rosier            | Écurie Rosier             | Ferrari       | Ferrari 500       | Ferrari L4     | D            |
| 34 | Georges Berger          | Privé                     | Simca-Gordini | Simca-Gordini T15 | Gordini L4     | E            |
| 36 | Arthur Legat            | Privé                     | Veritas       | Veritas Meteor    | Veritas L6     | E            |
| 38 | Fred Wacker             | Equipe Gordini            | Gordini       | Gordini T16       | Gordini L6     | E            |
| 40 | André Pilette           | Écurie Belge              | Connaught     | Connaught A       | Lea Francis L4 | E            |
| 42 | Jacques Swaters         | Écurie Francorchamps      | Ferrari       | Ferrari 500       | Ferrari L4     | E            |
| 44 | Charles de Tornaco      | Écurie Francorchamps      | Ferrari       | Ferrari 500       | Ferrari L4     | E            |

## Qualifications

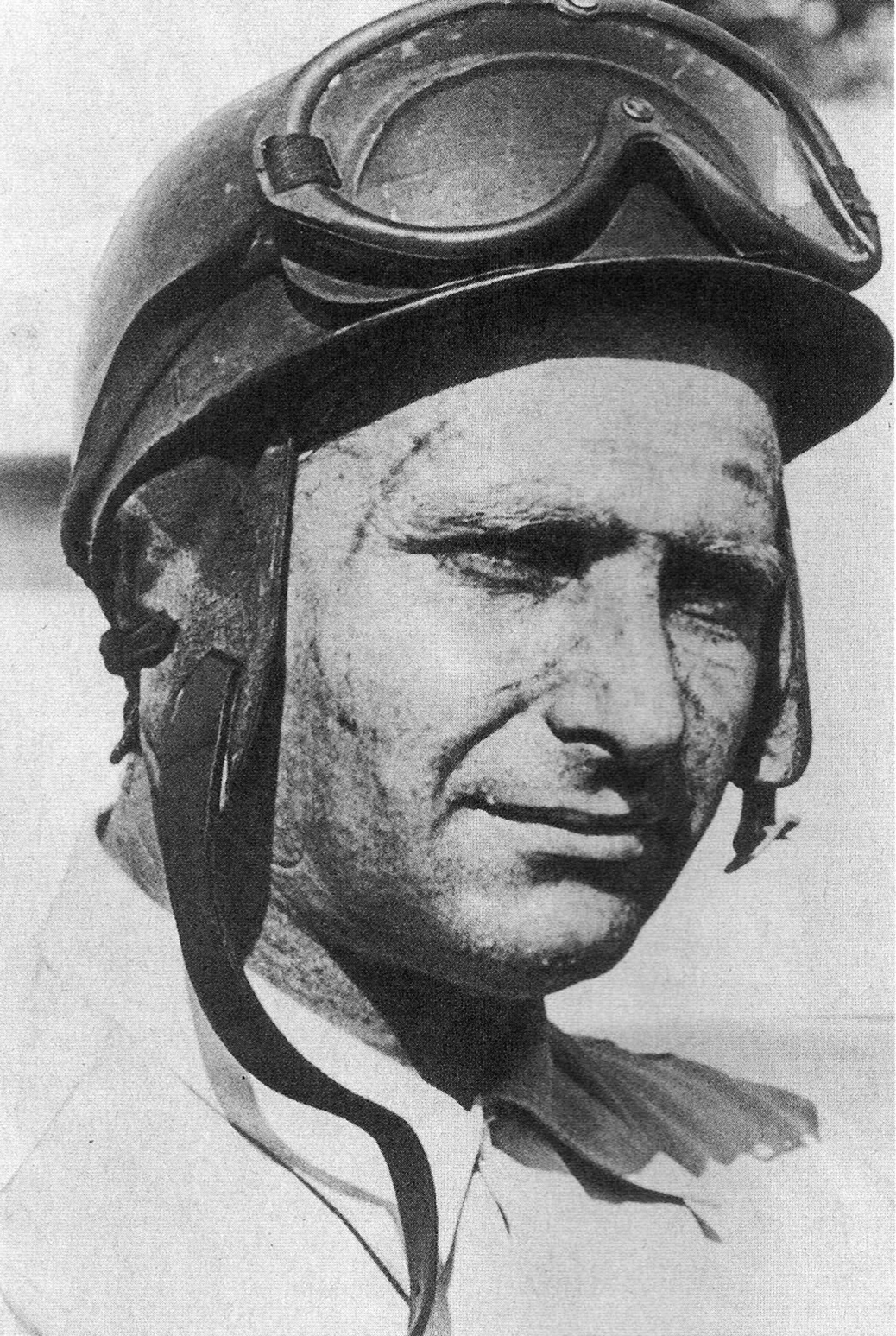
Meilleur temps des essais, Juan Manuel Fangio confirme la compétitivité de la nouvelle Maserati.

Le temps est chaud et ensoleillé pour les deux séances d'essais qualificatifs, qui ont lieu le vendredi et le samedi précédant la course. Sur cette piste rapide, les Maserati de Juan Manuel Fangio et José Froilán González se montrent à leur avantage : lors de la seconde journée, Fangio parvient à réaliser un chrono de 4 min 30 s, lui assurant la première place au départ. Pour la première fois, la Ferrari 500 est battue en qualifications. Alberto Ascari réalise néanmoins le deuxième temps, à deux secondes de la pole position. Égalant le temps d'Ascari, González complète la première ligne. Ces trois pilotes ont littéralement survolé les essais. Quatrième, Giuseppe Farina (Ferrari) est à six secondes de Fangio, devançant de trois secondes son coéquipier Luigi Villoresi.
Victimes du manque de préparation de leurs monoplaces, les pilotes Gordini connaissent beaucoup de déboires lors des essais : fuites d'huile et d'eau affectent des moteurs bien usés. Maurice Trintignant parvient malgré tout à réaliser 4 min 45 s le samedi, un temps qui lui vaut une place en troisième ligne aux côtés d'Onofre Marimon (Maserati) et de Mike Hawthorn (Ferrari). Le pilote français devance les puissantes Maserati d'Emmanuel de Graffenried et de Johnny Claes. Ce dernier, qui dispose de la quatrième voiture d'usine, éprouve quelques difficultés à en maîtriser le comportement très vif et, à matériel égal, perd environ une seconde et demie au kilomètre par rapport à Fangio. Ne comprenant pas les raisons d'un tel écart, Claes demande à Fangio de tester sa machine; le champion argentin accepte et exécute quelques tours, dans les mêmes temps que ceux réalisés avec sa propre monoplace. Interloqué, Claes demande alors à Fangio comment il peut aller si vite, pour s'entendre répondre laconiquement : « Less brakes, and more accelerator » (littéralement : moins de freins, et plus d'accélérateur) !
Sur les vingt-deux pilotes engagés, seuls vingt ont participé aux essais, les deux Ferrari de l'Écurie Francorchamps n'étant pas apparues. Dernier concurrent qualifié, le pilote belge Georges Berger, sur son ancienne Simca-Gordini (elle fut construite en 1949), a accompli son meilleur tour en près de six minutes, à une moyenne de 45 km/h inférieure à celle de Fangio !
| Pos. | no | Pilote                  | Écurie        | Temps      | Écart        |
| ---- | -- | ----------------------- | ------------- | ---------- | ------------ |
| 1    | 4  | Juan Manuel Fangio      | Maserati      | 4 min 30 s |              |
| 2    | 10 | Alberto Ascari          | Ferrari       | 4 min 32 s | + 2 s        |
| 3    | 2  | José Froilán González   | Maserati      | 4 min 32 s | + 2 s        |
| 4    | 12 | Giuseppe Farina         | Ferrari       | 4 min 36 s | + 6 s        |
| 5    | 8  | Luigi Villoresi         | Ferrari       | 4 min 39 s | + 9 s        |
| 6    | 28 | Onofre Marimon          | Maserati      | 4 min 40 s | + 10 s       |
| 7    | 14 | Mike Hawthorn           | Ferrari       | 4 min 42 s | + 12 s       |
| 8    | 18 | Maurice Trintignant     | Gordini       | 4 min 45 s | + 15 s       |
| 9    | 30 | Emmanuel de Graffenried | Maserati      | 4 min 49 s | + 19 s       |
| 10   | 6  | Johnny Claes            | Maserati      | 4 min 50 s | + 20 s       |
| 11   | 24 | Paul Frère              | HWM           | 4 min 52 s | + 22 s       |
| 12   | 20 | Harry Schell            | Gordini       | 4 min 53 s | + 23 s       |
| 13   | 32 | Louis Rosier            | Ferrari       | 4 min 56 s | + 26 s       |
| 14   | 16 | Jean Behra              | Gordini       | 4 min 57 s | + 27 s       |
| 15   | 38 | Fred Wacker             | Gordini       | 5 min 03 s | + 33 s       |
| 16   | 26 | Peter Collins           | HWM           | 5 min 03 s | + 33 s       |
| 17   | 22 | Lance Macklin           | HWM           | 5 min 14 s | + 44 s       |
| 18   | 40 | André Pilette           | Connaught     | 5 min 23 s | + 53 s       |
| 19   | 36 | Arthur Legat            | Veritas       | 5 min 41 s | + 1 min 11 s |
| 20   | 34 | Georges Berger          | Simca-Gordini | 5 min 58 s | + 1 min 28 s |

## Grille de départ du Grand Prix
| 1re ligne | Pos. 1                      |                                 | Pos. 2                      |                                 | Pos. 3                         |
|           | Fangio Maserati 4 min 30 s  |                                 | Ascari Ferrari 4 min 32 s   |                                 | González Maserati 4 min 32 s   |
| 2e ligne  |                             | Pos. 4                          |                             | Pos. 5                          |                                |
|           |                             | Farina Ferrari 4 min 36 s       |                             | Villoresi Ferrari 4 min 39 s    |                                |
| 3e ligne  | Pos. 6                      |                                 | Pos. 7                      |                                 | Pos. 8                         |
|           | Marimon Maserati 4 min 40 s |                                 | Hawthorn Ferrari 4 min 42 s |                                 | Trintignant Gordini 4 min 45 s |
| 4e ligne  |                             | Pos. 9                          |                             | Pos. 10                         |                                |
|           |                             | Graffenried Maserati 4 min 49 s |                             | Claes Maserati 4 min 50 s       |                                |
| 5e ligne  | Pos. 11                     |                                 | Pos. 12                     |                                 | Pos. 13                        |
|           | Frère HWM 4 min 52 s        |                                 | Schell Gordini 4 min 53 s   |                                 | Rosier Ferrari 4 min 56 s      |
| 6e ligne  |                             | Pos. 14                         |                             | Pos. 15                         |                                |
|           |                             | Behra Gordini 4 min 57 s        |                             | Wacker Gordini 5 min 03 s       |                                |
| 7e ligne  | Pos. 16                     |                                 | Pos. 17                     |                                 | Pos. 18                        |
|           | Collins HWM 5 min 03 s      |                                 | Macklin HWM 5 min 14 s      |                                 | Pilette Connaught 5 min 23 s   |
| 8e ligne  |                             | Pos. 19                         |                             | Pos. 20                         |                                |
|           |                             | Legat Veritas 5 min 41 s        |                             | Berger Simca-Gordini 5 min 58 s |                                |

## Déroulement de la course
Il fait chaud au moment du départ, donné à quatorze heures. Si la plupart des concurrents ont prévu une course non-stop, les deux Maserati de Juan Manuel Fangio et José Froilán González s'élancent avec un réservoir à moitié plein et devront effectuer un ravitaillement en course. Elles prennent immédiatement l'avantage sur la Ferrari d'Alberto Ascari et abordent le raidillon roues dans roues, Fangio en tête. À Masta, González a débordé son coéquipier. Il attaque à fond et, à la fin du premier tour, compte déjà quatre secondes d'avance sur Fangio, lui-même quatre seconde devant Ascari. Un peu plus loin viennent les trois autres Ferrari de Giuseppe Farina, Luigi Villoresi et Mike Hawthorn et la Maserati d'Onofre Marimon.
Au cours du second tour, Marimon dépasse Hawthorn et s'empare de la sixième place. González a adopté un rythme de qualification, tournant à plus de 185 km/h de moyenne. Après trois tours, il compte huit secondes d'avance sur Fangio. Les Maserati affichent une nette supériorité, et Ascari, troisième, compte déjà vingt secondes de retard. Quatrième, Farina a pris un peu de champ sur Villoresi, Marimon et Hawthorn, qui roulent de concert. Marimon parvient à dépasser Villoresi au cours du quatrième tour. La lutte est intense dans ce groupe, et au passage suivant,le jeune pilote argentin s'est fait repasser par les Ferrari d'Hawthorn et Villoresi. 
En tête, les deux Argentins se constituent une avance suffisante pour leur permettre de ravitailler en toute quiétude : après dix tours, González compte seize secondes d'avance sur Fangio et cinquante-cinq sur Ascari, le mieux placé des pilotes Ferrari. En quatrième position, Farina s'est nettement détaché du groupe des poursuivants, et roule isolé à seize secondes d'Ascari. La boucle suivante est encore une fois parcourue en un temps record par le leader, mais au douzième tour la Maserati de tête commence à ralentir, avant de s'arrêter au virage de Stavelot, commande d'accélérateur cassée ! Fangio se retrouve en tête de la course, il compte alors une quarantaine de secondes d'avance sur Ascari et près d'une minute sur Farina.
Monoplace hors d'usage, González n'a cependant pas l'intention de renoncer : il parvient à convaincre deux gendarmes en poste à Stavelot de le ramener au stand, dans le but de reprendre la voiture de Johnny Claes. À cet instant de la course, une Jeep va donc emprunter la piste pour déposer le pilote argentin cinq kilomètres plus loin, au virage de la Source, avant de revenir (à contre-sens !) au kilomètre 9. Mais González arrive trop tard : entre-temps, victime d'une casse moteur à la fin du treizième tour, Fangio est parvenu à se laisser glisser jusqu'au stand Maserati. Et c'est lui qui repart sur la voiture de Claes, arrêté quelques instants plus tard. Il est alors huitième, à plus de quatre minutes d'Ascari. Farina est désormais second, et ne semble pas en mesure d'inquiéter son chef de file. Beaucoup plus loin, maintenant en lutte pour la troisième place, se trouve le groupe Hawthorn, Marimon et Villoresi. La Maserati d'Emmanuel de Graffenried est désormais sixième, avec dans ses roues la petite Gordini de Maurice Trintignant. Ces deux pilotes sont en bagarre permanente depuis le début de la course.
Si Fangio avait adopté un rythme relativement calme au départ, alors soucieux de ménager sa monoplace, il en va tout autrement depuis qu'il a repris la voiture de son coéquipier d'un jour. Jetant toutes ses forces dans la bataille, il tourne maintenant cinq à sept secondes au tour plus vite que l'homme de tête. Il ne peut viser la victoire, mais à cette allure il peut espérer une place d'honneur. L'abandon de Farina (moteur) au début du dix-septième tour lui permet de gagner une place. À la mi-course, son retard sur Ascari s'est réduit à 3 min 48 s, et il compte alors trente secondes de retard sur Graffenried et Trintignant, qui le précèdent. Au passage suivant Fangio n'est plus qu'à six secondes du Français ! Au vingtième tour, dans la descente de Masta, il déborde d'un coup les deux voitures, prenant la cinquième place. Poursuivant son effort, le champion argentin se rapproche maintenant de Villoresi, quatrième. De plus d'une minute, l'écart fond progressivement, au rythme de deux à trois secondes au tour.
En tête, Ascari, qui compte plus de deux minutes d'avance sur Hawthorn, ne peut plus être inquiété. Troisième à quelques secondes du Britannique, Marimon va effectuer un bref arrêt au stand à la fin du vingt-septième tour, son moteur ayant subi une perte de puissance. Villoresi s'empare alors de la troisième place. Puis de la seconde lorsque Hawthorn se retrouve à court de carburant au cours du vingt-neuvième tour, à cause d'une fuite. Il parvient de justesse à rejoindre son stand, mais perd beaucoup de temps.
Fangio est alors quatrième, il déborde bientôt son coéquipier Marimon, visant maintenant une seconde place encore possible. Au trente-deuxième passage, il compte trente-trois secondes de retard sur Villoresi; il lui en reprend six au tour suivant, il reste alors trois boucles à accomplir ! À deux rondes de la fin, l'écart est tombé à vingt-quatre secondes. Sentant la menace, Villoresi a augmenté la cadence, et cède désormais moins de terrain. Fangio continue néanmoins sa chasse effrénée, à la grande joie des spectateurs. Au cours du dernier tour, abordant très vite le virage de Stavelot, la Maserati effectue un tête-à-queue, éjectant son pilote, fort heureusement sans blessure grave. Entre-temps, Ascari a obtenu une nouvelle victoire, terminant avec près de trois minutes d'avance sur son coéquipier Villoresi. Bénéficiant de l'abandon de son coéquipier, Marimon obtient la troisième place. Sur sa Maserati privée, Graffenried termine quatrième, au terme d'un duel qui l'a opposé à Trintignant durant presque toute la course. Ayant dû effectuer un second ravitaillement, Hawthorn termine sixième, à seulement une seconde de la Gordini du pilote français, ce dernier ayant dû composer en fin d'épreuve avec un moteur ne fonctionnant que sur cinq cylindres.

### Classements intermédiaires
Classements intermédiaires des monoplaces aux premier, troisième, cinquième, dixième, treizième, quinzième, dix-huitième, vingt-cinquième et trentième tours.

### Classement de la course
| Pos  | No | Pilote                          | Écurie                | Tours | Temps/Abandon                      | Grille | Points |
| ---- | -- | ------------------------------- | --------------------- | ----- | ---------------------------------- | ------ | ------ |
| 1    | 10 | Alberto Ascari                  | Ferrari               | 36    | 2 h 48 min 30 s 3                  | 2      | 8      |
| 2    | 8  | Luigi Villoresi                 | Ferrari               | 36    | 2 h 51 min 18 s 5 (+ 2 min 48 s 2) | 5      | 6      |
| 3    | 28 | Onofre Marimon                  | Maserati              | 35    | 2 h 48 min 40 s 0 (+ 1 tour)       | 6      | 4      |
| 4    | 30 | Toulo de Graffenried            | Maserati              | 35    | 2 h 49 min 25 s 0 (+ 1 tour)       | 9      | 3      |
| 5    | 18 | Maurice Trintignant             | Gordini               | 35    | 2 h 49 min 41 s 0 (+ 1 tour)       | 8      | 2      |
| 6    | 14 | Mike Hawthorn                   | Ferrari               | 35    | 2 h 49 min 42 s 0 (+ 1 tour)       | 7      |        |
| 7    | 20 | Harry Schell                    | Gordini               | 33    | + 3 tours                          | 12     |        |
| 8    | 32 | Louis Rosier                    | Ferrari               | 33    | + 3 tours                          | 13     |        |
| 9    | 38 | Fred Wacker                     | Gordini               | 32    | + 4 tours                          | 15     |        |
| 10   | 24 | Paul Frère                      | HWM-Alta              | 30    | + 6 tours                          | 11     |        |
| 11   | 40 | André Pilette                   | Connaught-Lea Francis | 29    | + 7 tours                          | 18     |        |
| Abd. | 6  | Johnny Claes Juan Manuel Fangio | Maserati              | 35    | Accident                           | 10     |        |
| Abd. | 22 | Lance Macklin                   | HWM-Alta              | 19    | Moteur                             | 17     |        |
| Abd. | 12 | Nino Farina                     | Ferrari               | 16    | Moteur                             | 4      |        |
| Abd. | 4  | Juan Manuel Fangio              | Maserati              | 13    | Moteur                             | 1      |        |
| Abd. | 2  | José Froilán González           | Maserati              | 11    | Accélérateur                       | 3      | 1      |
| Abd. | 16 | Jean Behra                      | Gordini               | 9     | Moteur                             | 14     |        |
| Abd. | 26 | Peter Collins                   | HWM-Alta              | 4     | Embrayage                          | 16     |        |
| Abd. | 34 | Georges Berger                  | Simca-Gordini         | 3     | Moteur                             | 20     |        |
| Abd. | 36 | Arthur Legat                    | Veritas               | 0     | Transmission                       | 19     |        |

- Légende: Abd.=Abandon

### Pole position et record du tour
- Pole position :  Juan Manuel Fangio en 4 min 30 s (vitesse moyenne : 188,267 km/h). Temps réalisé lors de la séance qualificative du samedi 20 juin[4].
- Meilleur tour en course :  José Froilán González en 4 min 34 s (vitesse moyenne : 185,518 km/h) aux deuxième, troisième, neuvième et onzième tours[10].

### Tours en tête
- José Froilán González : 11 tours (1-11)
- Juan Manuel Fangio : 2 tours (12-13)
- Alberto Ascari : 23 tours (14-36)

## Classement général à l'issue de la course
- attribution des points : 8, 6, 4, 3, 2 respectivement aux cinq premiers de chaque épreuve et 1 point supplémentaire pour le pilote ayant accompli le meilleur tour en course (signalé par un astérisque)
- Le règlement permet aux pilotes de se relayer sur une même voiture, les points éventuellement acquis étant alors partagés. Sam Hanks et Duane Carter marquent chacun deux points pour leur troisième place à Indianapolis, Fred Agabashian et Paul Russo marquent chacun un point et demi pour leur quatrième place dans cette même course, Felice Bonetto et José Froilán González marquent chacun deux points pour leur troisième place aux Pays-Bas.
- Sur dix épreuves qualificatives prévues pour le championnat du monde 1953, neuf seront effectivement courues : en septembre les organisateurs du Grand Prix d'Espagne (programmé le 26 octobre) annuleront l'épreuve à la suite de l'annonce du forfait de la Scuderia Ferrari pour cette course[13].

| Pos. | Pilote                  | Écurie       | Points | ARG | 500 | NL | BEL | FRA | GBR | ALL | SUI | ITA | ESP |
| ---- | ----------------------- | ------------ | ------ | --- | --- | -- | --- | --- | --- | --- | --- | --- | --- |
| 1    | Alberto Ascari          | Ferrari      | 25     | 9*  | -   | 8  | 8   |     |     |     |     |     |     |
| 2    | Luigi Villoresi         | Ferrari      | 13     | 6   | -   | 1* | 6   |     |     |     |     |     |     |
| 3    | Bill Vukovich           | Kurtis Kraft | 9      | -   | 9*  | -  | -   |     |     |     |     |     |     |
| 4    | José Froilán González   | Maserati     | 7      | 4   | -   | 2  | 1*  |     |     |     |     |     |     |
| 5    | Art Cross               | Kurtis Kraft | 6      | -   | 6   | -  | -   |     |     |     |     |     |     |
|      | Giuseppe Farina         | Ferrari      | 6      | -   | -   | 6  | -   |     |     |     |     |     |     |
|      | Mike Hawthorn           | Ferrari      | 6      | 3   | -   | 3  | -   |     |     |     |     |     |     |
| 8    | Emmanuel de Graffenried | Maserati     | 5      | -   | -   | 2  | 3   |     |     |     |     |     |     |
| 9    | Onofre Marimon          | Maserati     | 4      | -   | -   | -  | 4   |     |     |     |     |     |     |
| 10   | Sam Hanks               | Kurtis Kraft | 2      | -   | 2   | -  | -   |     |     |     |     |     |     |
|      | Duane Carter            | Kurtis Kraft | 2      | -   | 2   | -  | -   |     |     |     |     |     |     |
|      | Felice Bonetto          | Maserati     | 2      | -   | -   | 2  | -   |     |     |     |     |     |     |
|      | Oscar Alfredo Gálvez    | Maserati     | 2      | 2   | -   | -  | -   |     |     |     |     |     |     |
|      | Jack McGrath            | Kurtis Kraft | 2      | -   | 2   | -  | -   |     |     |     |     |     |     |
|      | Maurice Trintignant     | Gordini      | 2      | -   | -   | -  | 2   |     |     |     |     |     |     |
| 16   | Fred Agabashian         | Kurtis Kraft | 1,5    | -   | 1,5 | -  | -   |     |     |     |     |     |     |
|      | Paul Russo              | Kurtis Kraft | 1,5    | -   | 1,5 | -  | -   |     |     |     |     |     |     |

## À noter
- 11e victoire en championnat du monde pour Alberto Ascari.
- 13e victoire en championnat du monde pour Ferrari en tant que constructeur.
- 13e victoire en championnat du monde pour Ferrari en tant que motoriste.
- Voiture copilotée : n°6 : Johnny Claes (13 tours) et Juan Manuel Fangio (22 tours).